# ایندرانی
ایندرانی (سانسکریت: इन्द्राणी، IAST: Indāṇī) که با نام شاچی (سانسکریت: शची، IAST: Śacī) نیز شناخته می‌شود، ملکهٔ دیواها در دین هندوئیسم است. وی که به طرزه فریبنده ای زیبا، مغرور و مهربان از زبان دیگران وصف می‌شود، دختر آسورا پولومان و همسر پادشاه دیواها، ایندرا است.
براساس افسانه‌های گفته شد، ایندرانی به دلیل زیبایی وسوسه انگیز و جذابیت چشمگیرش مورد علاقهٔ بسیاری از مردان بود که مدام در این تلاش بودند که نظر او را جذب کنند و با او ازدواج کنند. حین اینکه ایندرا در حال اجرای توبه خود برای قتل ویریتاسورا بود، ناهوشا، پادشاه فانی سلسله قمری، به عنوان فرمانروای بهشت برگزیده شد. دومی تلاش‌هایی بسیاری برای اغوای شاچی کرد تا او را برای همیشه ملکه خود اعلام کند، هرچند او با هوشمندی و زیرکی نقشه ای را برای خلع او از سلطنت و بعداً وصال دوباره به شوهرش اجرا کرد.
ایندرانی (یا آیندری) نیز یکی از ساپتا ماتریکا - هفت مادر الهی است. او یک الههٔ بسیار مهم در شاکتیسم، فرقه بزرگ مذهب هندوئیسم است.  ایندرانی به ندرت به عنوان یک خدای مستقل مورد پرستش قرار می‌گیرد و اغلب به همراه ایندرا در سراسر هند و در دین هندوئیسم مورد عبادت قرار می‌گیرد. او همچنین یک الهه در آیین جین و بودیسم است که در متون آن‌ها ذکر شده است.